# زنان مفقود
اصطلاح " زنان مفقود " نشان دهنده کمبود تعداد زنان نسبت به تعداد مورد انتظار زنان در یک منطقه یا کشور است. این جمعیت بیشتر اوقات از طریق نسبت جنسیت مرد به زن اندازه‌گیری می‌شود و به نظر می‌رسد که علت آن سقط جنین‌های انتخاب جنسیتی، کشتن نوزادان زن و مراقبت‌های بهداشتی و تغذیه نامناسب برای کودکان دختر است. استدلال می‌شود که فناوری‌هایی که امکان انتخاب جنسیت قبل از تولد را فراهم می‌کند، که از دهه ۱۹۷۰ به صورت تجاری در دسترس بوده‌است، انگیزه بزرگی برای کودکان دختر مفقود است.

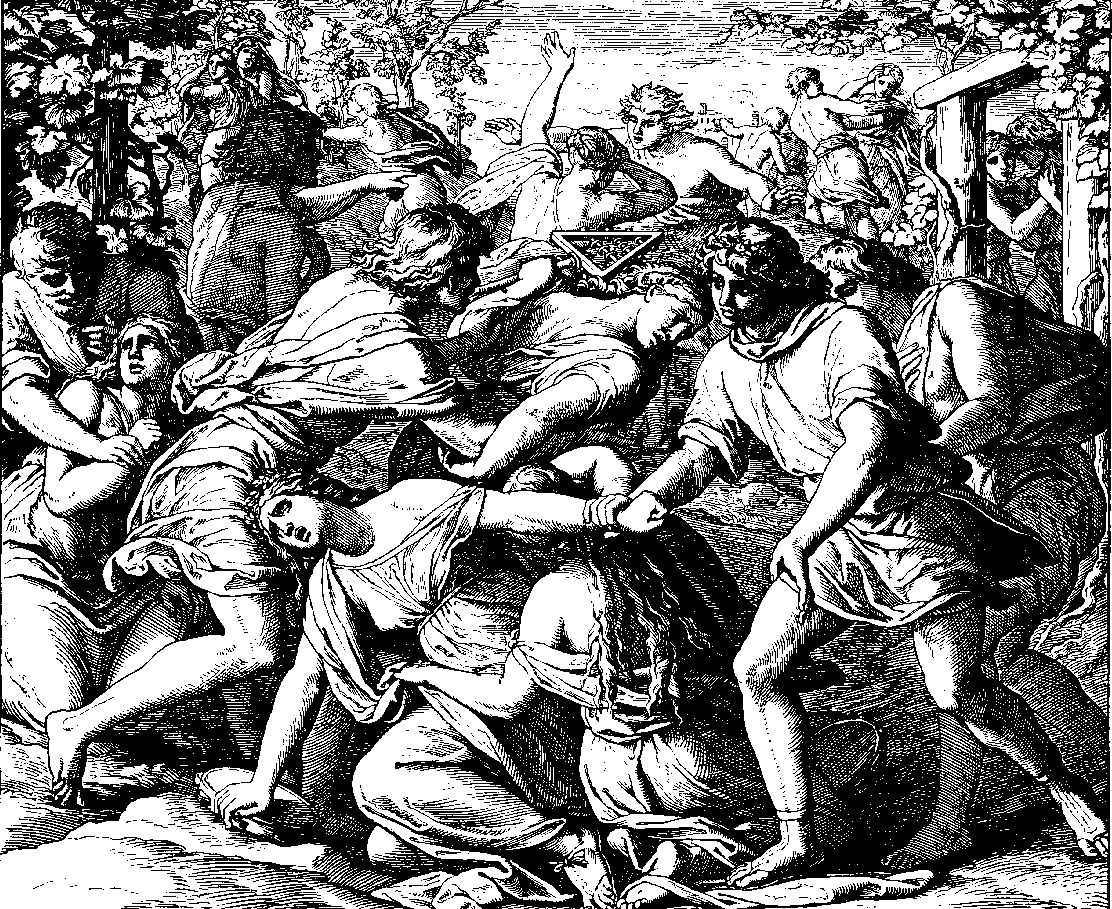
بنیامینیت‌ها در این حکاکی متعلق به ۱۸۶۰ اثر جولیوس شنور فون کارولسفلد زنانی را از شیلو غصب می‌کنند. آنها به دلیل تلفات زیاد در نبرد گیبه زنان کافی برای ازدواج نداشتند.

علاوه بر سلامتی و رفاه زنان، پدیده زنان مفقود باعث اضافه شدن مردان در جامعه و نامتعادل شدن بازار ازدواج شده‌است. به دلیل ارتباط زنان مفقود شده با غفلت از زنان، کشورهایی که نرخ مفقودی زنان بالاتری دارد نیز دارای نرخ بالاتری از زنان دارای سلامت بد هستند، که منجر به افزایش نرخ نوزادان با وضع سلامت بد می‌شود.
محققان استدلال می‌کنند که افزایش تحصیلات زنان و فرصت‌های شغلی زنان می‌تواند به کاهش تعداد زنان مفقود شده کمک کند، اما اثرات این راه حل‌های سیاستی به دلیل سطوح متفاوت جنسیت زدگی ریشه دار بین فرهنگ‌ها در بین کشورها بسیار متفاوت است. اقدامات بین‌المللی مختلفی برای مبارزه با مشکل زنان مفقود وضع شده‌است. به عنوان مثال، برای آگاهی از مشکل زنان مفقود، OECD تعداد زنان مفقود را از طریق پارامتر «ترجیح پسر» در شاخص SIGI خود اندازه‌گیری می‌کند.

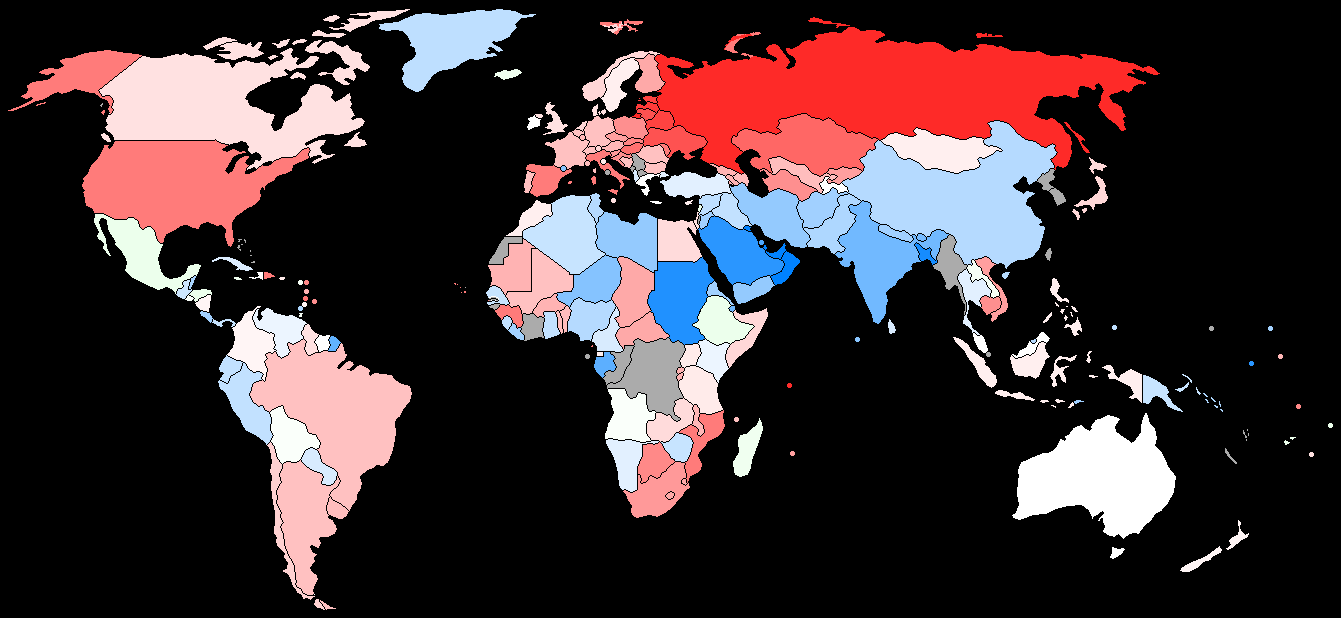
نسبت جنسیت بر اساس کشور برای جمعیت بالای ۶۵ سال. قرمز زنان بیشتر و آبی مردان بیشتر از میانگین جهانی 0.79 مرد/زن است.